# Se mi vuoi (Pino Daniele e Irene Grandi)
Se mi vuoi  è un singolo scritto e cantato dal cantante italiano Pino Daniele insieme a Irene Grandi, pubblicato nel 1995 come secondo estratto dal quattordicesimo album in studio Non calpestare i fiori nel deserto. È poi stato inserito nel doppio album raccolta di Irene Grandi Irenegrandi.hits pubblicato nel 2007.

## Descrizione
Il brano ha avuto un grande successo sia di vendite che radiofonico ed è stato presentato come sigla finale del Festivalbar 1995 dove Pino Daniele ricevette il Premio Speciale. È stato incluso nella colonna sonora del film Nessuno mi può giudicare.

## Classifiche
| Classifica (2015) | Posizione massima |
| ----------------- | ----------------- |
| Italia            | 22                |